# U Волопаса
U Волопаса (лат. U Boötis) — одиночная переменная звезда в созвездии Волопаса на расстоянии (вычисленном из значения параллакса) приблизительно 17248 световых лет (около 5288 парсеков) от Солнца. Видимая звёздная величина звезды — от +13,2m до +9,7m.

## Характеристики
U Волопаса — красный гигант, пульсирующая полуправильная переменная звезда типа SRB (SRB) спектрального класса M4e. Эффективная температура — около 3306 K.